# Gornja Kamenica (Serbia)
Gornja Kamenica (cyr. Горња Каменица) – wieś w Serbii, w okręgu zajeczarskim, w gminie Knjaževac. W 2011 roku liczyła 258 mieszkańców.